# Perus historia från 1824

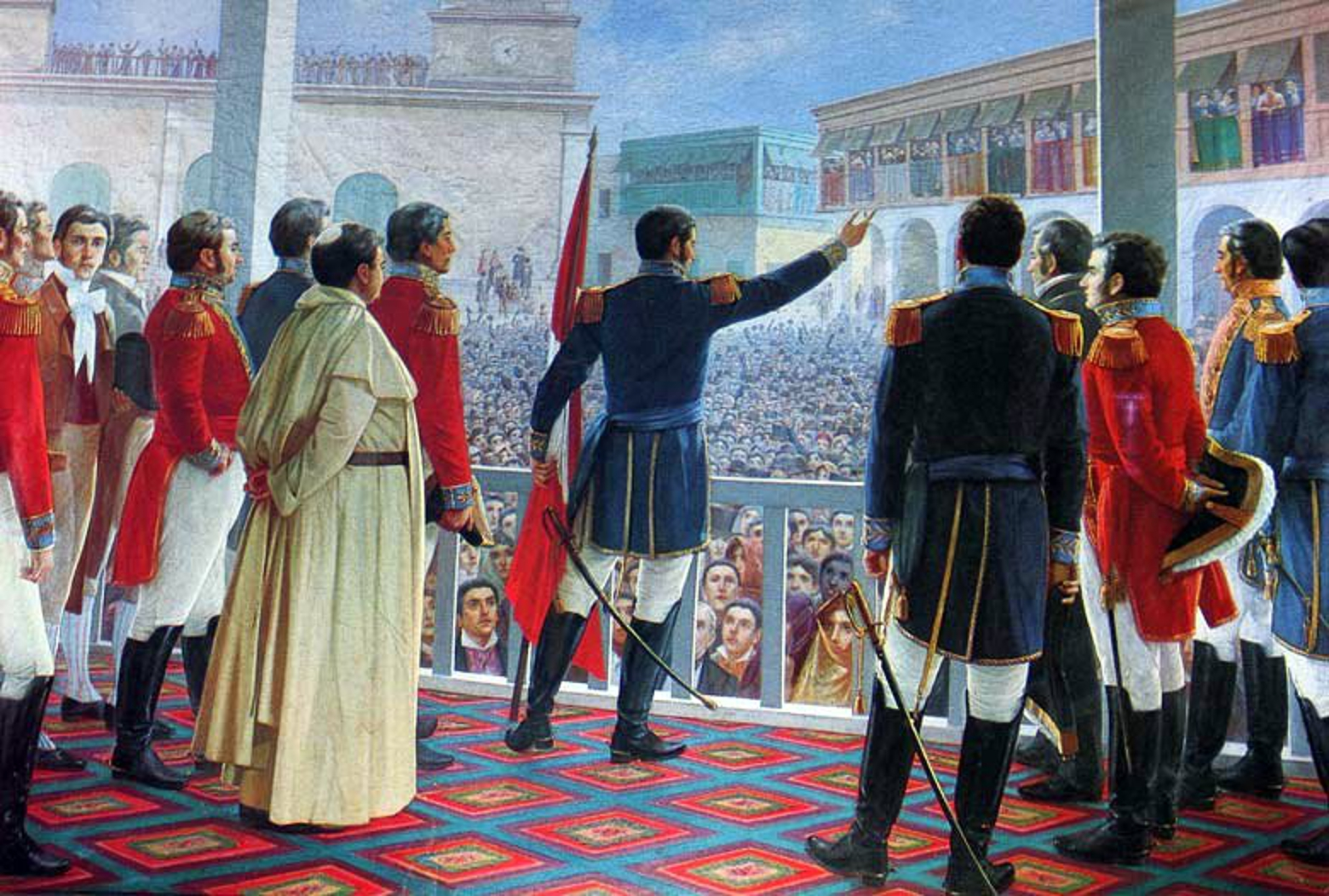
José de San Martins självständighetsdeklaration den 28 juli, 1821 i Lima, Peru.

Perus väg mot självständighet började genom ett uppror bland de spanska godsägarna och deras styrkor ledda av José de San Martin från Argentina och Simón Bolívar från Venezuela. San Martin som hade besegrat rojalisterna i Chile vid slaget om Anderna landsteg i Paracas 1819 och deklarerade Perus självständighet 28 juli 1821 med orden "...Från och med nu är Peru fritt och självständigt genom folkets vilja och rätten som Gud försvarar! Leve fosterlandet! Leve friheten! Leve självständigheten!"
Situationen var dock orolig fram till december 1824 när general Antonio José de Sucre besegrade spanjorerna i slaget vid Ayacucho. Spanien erkände inte Peru förrän 1879, då den spanska flottan besegrats i slaget vid Callao och Isabella II störtats..

## Gränstvister 1824-1884
Efter självständigheten hade Peru en del territoriella dispyter med sina grannländer. 

### Krig mot Storcolombia
1827 drev ett uppror i Lima bort regeringen som installerats av Simon Bolívar. Det ledde till försämrade relationer mellan Peru och Bolívars Storcolombia där han var president. Den nya peruanska regeringen hade också provocerat den colombianska arméns tredje division genom en räd i Ecuador. Bolívar var övertygad om att Peru ville skapa en konflikt för att bemäktiga sig Bolivia, Guayaquil och kanske mer ecuatorianskt territorium. Kriget började 3 juni 1828 med fientligheter från båda håll. Peru erövrade Guayaquil men besegrades i slaget vid Tarqui 27 februari 1829. Dagen därpå slöts freden utan landavträdelser.     

### Peru-bolivianska konfederationen
Under marskalk Andrés de Santa Cruz var Peru och Bolivia 1837-1839 förenade i Peru-bolivianska konfederationen. Konfederationen bestod av staterna Nord-Peru, Syd-Peru och Bolivia. Den upplöstes efter nederlag i Konfederationskriget mot Chile, Argentina och upprorsrörelser i norra Peru.

### Krig mot Bolivia
År 1841 ville Perus president Agustín Gamarra annektera Bolivia som Övre Perú. Han invaderade Bolivia men den bolivianska armén under general José Ballivián besegrade den peruanska i slaget vid Ingavi 18 november 1841 där president Gamarra stupade. 
De bolivianska styrkorna avancerade och den 9 december ockuperade Bolivias andra division under Ballivián södra Peru. Överste Rodríguez Magariños ockuperade Tacna, överste Bernardo Rojas ockuperade Arica, överste José María García ockuperade Tarapacá (i Chile sedan 1883) och Ballivián ockuperar Moquegua och Puno.
Överste Manuel Mendiburú, före detta överbefälhavare för södra Peru, återvände till Lima för att leda motståndet. 
Peru besegrade nu Bolivia i flera slag och bolivianerna retirerade till Moquegua och Puno, men besegrades i slagen vid Montón och Orurilo och lämnar då Peru.
Fred slöts 7 juni 1842 i Puno.

### Inbördeskriget
År 1856 beslutade sig den peruanska kongressen för att ändra grundlagen i liberal riktning. Bland annat avskaffades dödsstraffet, och minimiåldern för att ställa upp i alla val sänktes till 28 år. 
Presidenten, fältmarskalk Ramón Castilla var emot konstitutionen eftersom den minskade presidentens makt genom att en vicepresident och ett ministerråd tillträdde. Ämbetsperioden minskade också från 6 till 4 år. Han ratificerade dock konstitutionen den 18 oktober 1856 och den började gälla följande dag.
31 oktober 1856 började det konservativa upproret i Arequipa och ledarna inbjöd Manuel Ignacio de Vivanco, som hade varit i exil i Chile, att bli upprorets ledare. Strax därpå revolterade marinsoldaterna på alla skepp utom två varav ett var på väg till Hongkong. De konservativa styrkorna avancerade och blockerade i januari 1857 Callao. När ett av marinens skepp bordade ett brittiskt skepp beslöt sig Storbritannien för att hjälpa Castillas regering. Med brittisk hjälp hävdes blockaden av Callao den 26 april och Vivanco retirerade till Arequipa. Hans skepp började kapa de skepp som förde med sig guano till huvudstaden och när de kapade tre amerikanska skepp gav USA regeringen i Lima ekonomisk hjälp. Arequipa erövrades 7 mars 1858 och Vivanco flydde återigen till Chile. Slutligen kapitulerade marinsoldaterna i Arica den 17 mars.

### 1858 års krig mot Ecuador
När Ecuador 1857 bestämde sig för att betala skulden till Storbritannien, som de fått i självständighetskriget genom att överlåta territorier i den amazonska Canelosregionen till brittiska bankirer, protesterade Peru eftersom de ansåg att en del av territorierna som Ecuador bestämt sig för att överlåta tillhörde Peru. Men när Ecuador ändå fortsatte med förhandlingarna med Storbritannien gav den peruanska kongressen president Ramón Castilla befogenhet att tillämpa alla medel för att stoppa de inklusive väpnad konflikt. När de diplomatiska försöken inte gav något resultat mobiliserade Castilla följande år armén mot Ecuador och med hjälp av flottan blockerade han hela Ecuadors kust. 7 januari landsteg marinsoldater i Mapasingue och i Ecuadors viktigaste hamnstad Guayaquil som ockuperades. Förhandlingar började men först 25 januari 1860 slöts fredsavtalet som erkände Perus överhöghet över territorierna Bobonaza och Pastaza. Den 10 februari lämnade Perus armé Ecuador.

### Krig mot Spanien
Under drottning Isabella II hade Spanien upprustats militärt och hade nu världens fjärde största flotta. Spanien hade intervenerat i koloniala arrangemang i Maracko, Indokina och Mexiko samt tillfälligt återockuperat Dominikanska republiken.
Spanien hade fortfarande inte erkänt Peru och tillskrev landet en skuld för självständighetskriget. När Peru vägrade betala skulden ockuperade Spanien de guanorika Islas de Chinca den 14 april 1864 och höjde den spanska flaggan. 
Medan Perus regering försökte lösa konflikten genom diplomati var den antispanska stämningen hög i Chile. 24 september 1865 förklarade Chile krig mot Spanien. Den 7 november avsattes Perus president Juan Antonio Pezet av sin vicepresident, generalen Pedro Diez Canseco. Men endast 20 dagar senare avsattes denne av Manuel Ignacio Prado vars regering förklarade krig mot Spanien. 
Den 5 december slöt Peru och Chile en allians mot Spanien. Ecuador anslöt sig till alliansen 30 januari 1866 och Bolivia den 22 mars. 
31 januari bombade Spanien den chilenska hamnstaden Valparaiso och förstörde Chiles handelsflotta. Men i slaget vid Callao besegrade den peruanska flottan den spanska. Efter detta slag lämnade Spanien den sydamerikanska kusten. 
Isabella II störtades i en revolution 1868 och år 1879 erkände Spanien Perus självständighet.

### Stillahavskrigen
1879-1884 var Peru i allians med Bolivia i Stillahavskrigen mot Chile som dock slöt i nederlag. 
I freden avträdde Bolivia hela sin kustremsa med regionerna Antofagasta och Tarapaca. Peru avträdde regionerna Tacna och Arica.

## Fotnoter och referenser
1. ↑  http://en.wikipedia.org/wiki/History_of_Peru